# Runnymede
Runnymede este un district ne-metropolitan situat în Regatul Unit, în comitatul Surrey din regiunea South East, Anglia.
Districtul este numit după numele unei câmpii mlăștinoase de pe malul Tamisei, care este locul în care regele Ioan Fără de Țară a semnat Magna Charta Libertatum.

## Orașe din cadrul districtului
- Addlestone
- Egham